# Kreis Lübben
Der Kreis Lübben (niedersorbisch Wokrejs Lubin) war ein Kreis im Bezirk Cottbus in der DDR. Von 1990 bis 1993 bestand er als Landkreis Lübben im Land Brandenburg fort. Sein Gebiet liegt heute im Landkreis Dahme-Spreewald in Brandenburg. Der Sitz der Kreisverwaltung befand sich in Lübben.

## Geographie

### Nachbarkreise
Der Kreis Lübben grenzte im Uhrzeigersinn im Norden beginnend an die Kreise Beeskow, Cottbus-Land, Calau, Luckau, Zossen und Königs Wusterhausen.

## Geschichte
Der Kreis entstand im Wesentlichen aus dem preußischen Landkreis Lübben (Spreewald). Mit Inkrafttreten des Gesetzes über die Änderung zur Verbesserung der Kreis- und Gemeindegrenzen vom 28. April 1950 verlor der Landkreis Lübben 22 Gemeinden (darunter die Stadt Friedland) an den Landkreis Frankfurt sowie zwei Gemeinden an den Landkreis Cottbus. Im Gegenzug erhielt der Landkreis 21 Gemeinden (darunter die Stadt Märkisch Buchholz) vom Landkreis Fürstenwalde, 10 Gemeinden vom Landkreis Luckau sowie 30 Gemeinden (darunter die Städte Lübbenau, Vetschau) vom Landkreis Calau und 14 Gemeinden vom Landkreis Cottbus. Am 25. Juli 1952 wurde das Land Brandenburg aufgelöst. Der Kreis Lübben kam zum neugebildeten Bezirk Cottbus. Zwei Gemeinden (Alt-Schadow und Neuendorf) kamen aus dem Landkreis Beeskow-Storkow in den Kreis Lübben. Die 30 vom Landkreis Senftenberg übernommenen Gemeinden wechselten in den neuen Kreis Calau.
Am 17. Mai 1990 wurde der Kreis in Landkreis Lübben umbenannt. Am 6. Dezember 1993 wurden die drei Landkreise Königs Wusterhausen, Luckau und Lübben im Rahmen der brandenburgischen Kreisreform zum Landkreis Dahme-Spreewald mit Sitz in Lübben (Spreewald) vereinigt.

## Kreisangehörige Gemeinden und Städte
Aufgeführt sind alle Gemeinden des Kreises Lübben. Eingerückt sind Gemeinden, die bis zum 5. Dezember 1993 ihre Eigenständigkeit verloren und in größere Nachbargemeinden eingegliedert wurden oder sich mit einer anderen Gemeinde zusammengeschlossen hatten.
- Alt Schadow (heute Ortsteil der Gemeinde Märkische Heide)
- Alt Zauche (heute Ortsteil der Gemeinde Alt Zauche-Wußwerk)
- Biebersdorf (heute Ortsteil der Gemeinde Märkische Heide)
- Briesensee (heute Ortsteil der Gemeinde Neu Zauche)
  - Bückchen (heute Gemeindeteil von Wittmannsdorf-Bückchen, einem Ortsteil der Gemeinde Märkische Heide, am 1. September 1973 zu Wittmannsdorf-Bückchen zusammengeschlossen[3])
- Butzen (heute Ortsteil der Gemeinde Spreewaldheide)
- Byhleguhre (heute Ortsteil der Gemeinde Byhleguhre-Byhlen)
- Byhlen (heute Ortsteil der Gemeinde Byhleguhre-Byhlen)
- Caminchen (heute Ortsteil der Gemeinde Neu Zauche)
- Dollgen (heute Ortsteil der Gemeinde Märkische Heide)
- Dürrenhofe (heute Ortsteil der Gemeinde Märkische Heide)
- Freiwalde (heute Ortsteil der Gemeinde Bersteland)
  - Friedrichshof (heute Ortsteil der Gemeinde Rietzneuendorf-Staakow), am 1. Januar 1974 zu Rietzneuendorf-Friedrichshof zusammengeschlossen[4]
- Glietz (heute Ortsteil der Gemeinde Märkische Heide)
  - Goyatz (heute Ortsteil der Gemeinde Schwielochsee), am 1. Januar 1974 zu Goyatz-Guhlen zusammengeschlossen[4]
- Gröditsch (heute Ortsteil der Gemeinde Märkische Heide)
- Groß Leine (heute Ortsteil der Gemeinde Märkische Heide)
- Groß Leuthen (heute Ortsteil der Gemeinde Märkische Heide)
  - Groß Liebitz (heute Gemeindeteil des Ortsteils Lamsfeld-Groß Liebitz der Gemeinde Schwielochsee, am 1. Januar 1974 zu Lamsfeld-Groß Liebitz zusammengeschlossen[4])
  - Groß Lubolz (heute Teil des Ortsteils Lubolz der Stadt Lübben (Spreewald))
- Groß Wasserburg (heute Ortsteil der Gemeinde Krausnick-Groß Wasserburg)
  - Guhlen (heute Gemeindeteil des Ortsteils Goyatz der Gemeinde Schwielochsee, am 1. Januar 1974 zu Goyatz-Guhlen zusammengeschlossen[4])
- Goyatz-Guhlen (am 1. Januar 1974 aus dem Zusammenschluss von Goyatz und Guhlen entstanden)
- Hartmannsdorf (heute Ortsteil der Stadt Lübben (Spreewald))
  - Hohenbrück (heute Gemeindeteil des Ortsteils Hohenbrück-Neu Schadow der Gemeinde Märkische Heide, am 15. Dezember 1966 zu Hohenbrück-Neu Schadow zusammengeschlossen[3])
- Hohenbrück-Neu Schadow (am 15. Dezember 1966 aus dem Zusammenschluss von Hohenbrück und Neu-Schadow entstanden)
- Jessern (heute Ortsteil der Gemeinde Schwielochsee)
- Klein Leine (heute Ortsteil der Gemeinde Märkische Heide)
  - Klein Lubolz (heute Teil des Ortsteils Lubolz der Stadt Lübben (Spreewald))
- Krausnick (heute Ortsteil der Gemeinde Krausnick-Groß Wasserburg)
- Krugau (heute Ortsteil der Gemeinde Märkische Heide)
- Kuschkow (heute Ortsteil der Gemeinde Märkische Heide)
- Laasow (heute Ortsteil der Gemeinde Spreewaldheide)
  - Lamsfeld (heute Gemeindeteil des Ortsteils Lamsfeld-Groß Liebitz der Gemeinde Schwielochsee, am 1. Januar 1974 zu Lamsfeld-Groß Liebitz zusammengeschlossen[4])
- Lamsfeld-Groß Liebitz (am 1. Oktober 1974 aus dem Zusammenschluss von Groß Liebitz und Lamsfeld entstanden)
- Leibchel (heute Ortsteil der Gemeinde Märkische Heide)
- Leibsch (heute Ortsteil der Gemeinde Unterspreewald)
- Lübben/Spreewald, Stadt
- Lubolz (am 1. Januar 1974 aus dem Zusammenschluss von Groß Lubolz und Klein Lubolz entstanden)
- Mochow (heute Ortsteil der Gemeinde Schwielochsee)
- Neuendorf am See (heute Ortsteil der Gemeinde Unterspreewald)
  - Neuendorf (am 1. Januar 1974 nach Lübben (Spreewald) eingemeindet)
- Neu Lübbenau (heute Ortsteil der Gemeinde Unterspreewald)
  - Neu Schadow (heute Gemeindeteil des Ortsteils Hohenbrück-Neu Schadow der Gemeinde Märkische Heide, am 15. Dezember 1966 zu Hohenbrück-Neu Schadow zusammengeschlossen[3])
- Neu Zauche (Gemeinde)
- Niewitz (heute Ortsteil der Gemeinde Bersteland)
- Pretschen (heute Ortsteil der Gemeinde Märkische Heide)
- Radensdorf (heute Ortsteil der Stadt Lübben (Spreewald))
  - Ressen (heute Gemeindeteil des Ortsteils Ressen-Zaue der Gemeinde Schwielochsee), am 15. Dezember 1966 zu Ressen-Zaue zusammengeschlossen[4]
- Ressen-Zaue (am 15. Dezember 1966 aus dem Zusammenschluss von Ressen und Zaue entstanden)
  - Rietzneuendorf (heute Ortsteil der Gemeinde Rietzneuendorf-Staakow), am 1. Januar 1974 zu Rietzneuendorf-Friedrichshof zusammengeschlossen[4]
- Rietzneuendorf-Friedrichshof (am 1. Januar 1974 aus dem Zusammenschluss von Friedrichshof und Rietzneuendorf entstanden)
  - Sacrow (am 15. Dezember 1966 zu Sacrow-Waldow, heute Ortsteil der Gemeinde Spreewaldheide)
- Sacrow-Waldow (am 15. Dezember 1966 aus dem Zusammenschluss von Sacrow und Waldow entstanden)
- Schlepzig (Gemeinde)
- Schönwalde (heute Ortsteil der Gemeinde Schönwald)
- Schuhlen-Wiese (heute Ortsteil der Gemeinde Märkische Heide)
- Siegadel (heute Gemeindeteil des Ortsteils Goyatz der Gemeinde Schwielochsee)
- Staakow (heute Ortsteil der Gemeinde Rietzneuendorf-Staakow)
- Straupitz (Gemeinde)
  - Treppendorf (am 1. Januar 1974 nach Lübben (Spreewald) eingemeindet)
  - Waldow (am 15. Dezember 1966 zu Sacrow-Waldow, heute Ortsteil der Gemeinde Spreewaldheide)
- Waldow/Brand (heute Ortsteil der Gemeinde Schönwald)
  - Wittmannsdorf (heute Gemeindeteil von Wittmannsdorf-Bückchen, einem Ortsteil der Gemeinde Märkische Heide, am 1. September 1973 zu Wittmannsdorf-Bückchen zusammengeschlossen[3])
- Wittmannsdorf-Bückchen (am 1. September 1973 aus dem Zusammenschluss von Bückchen und Wittmannsdorf entstanden)
- Wußwerk (heute Ortsteil der Gemeinde Alt Zauche-Wußwerk)
  - Zaue (heute Gemeindeteil des Ortsteils Ressen-Zaue der Gemeinde Schwielochsee, am 15. Dezember 1966 zu Ressen-Zaue zusammengeschlossen[4])

## Kfz-Kennzeichen
Den Kraftfahrzeugen (mit Ausnahme der Motorräder) und Anhängern wurden von etwa 1974 bis Ende 1990 dreibuchstabige Unterscheidungszeichen, die mit dem Buchstabenpaar ZN begannen, zugewiesen. Die letzte für Motorräder genutzte Kennzeichenserie war ZU 00-01 bis ZU 10-00.
Anfang 1991 erhielt der Landkreis das Unterscheidungszeichen LN. Es wurde bis Ende 1993 ausgegeben. Seit dem 2. Juli 2015 ist es im Landkreis Dahme-Spreewald erhältlich.